# 武装杜氏海葵
武装杜氏海葵（学名：Dofleinia armata）为海葵科杜氏海葵属的动物。分布于日本，包括黄海等海域，一般附着于泥沙质的岩石或他物上。
这种海葵属于砂葵。这些海葵生活在海洋中阳光地带的沙质和泥质底部。毒性很强，不是共生海葵，它经常需要小鱼、脊椎动物、浮游动物以及碎屑和腐肉等新鲜食物，因为它没有虫黄藻。